# Арі Флейшер
Лоуренс Арі Флейшер (англ. Lawrence Ari Fleischer; 13 жовтня 1960 — колишній співробітник Білого дому, прес-секретар президента США Джорджа Буша з січня 2001 по липень 2003. Працює як консультант для ЗМІ та Національної футбольної ліги, Флейшер також був міжнародним медіа-консультантом прем'єр-міністра Канади Стівена Гарпера. У серпні 2008 року найнятий консультантом Грін-Бей Пекерс.
Він є членом ради Республіканської єврейської коаліції.